# جون مايرز فيلدر
جون مايرز فيلدر (بالإنجليزية: John Myers Felder)‏ (و. 1782 – 1851 م)هو سياسي، ومحامي من الولايات المتحدة الأمريكية . ولد في أورانجبورغ . تولى منصب عضو مجلس نواب ولاية كارولينا الجنوبية .
وهو عضو في الحزب الديمقراطي الأمريكي .

## التعليم
تعلم في جامعة ييل.